# Haparanda

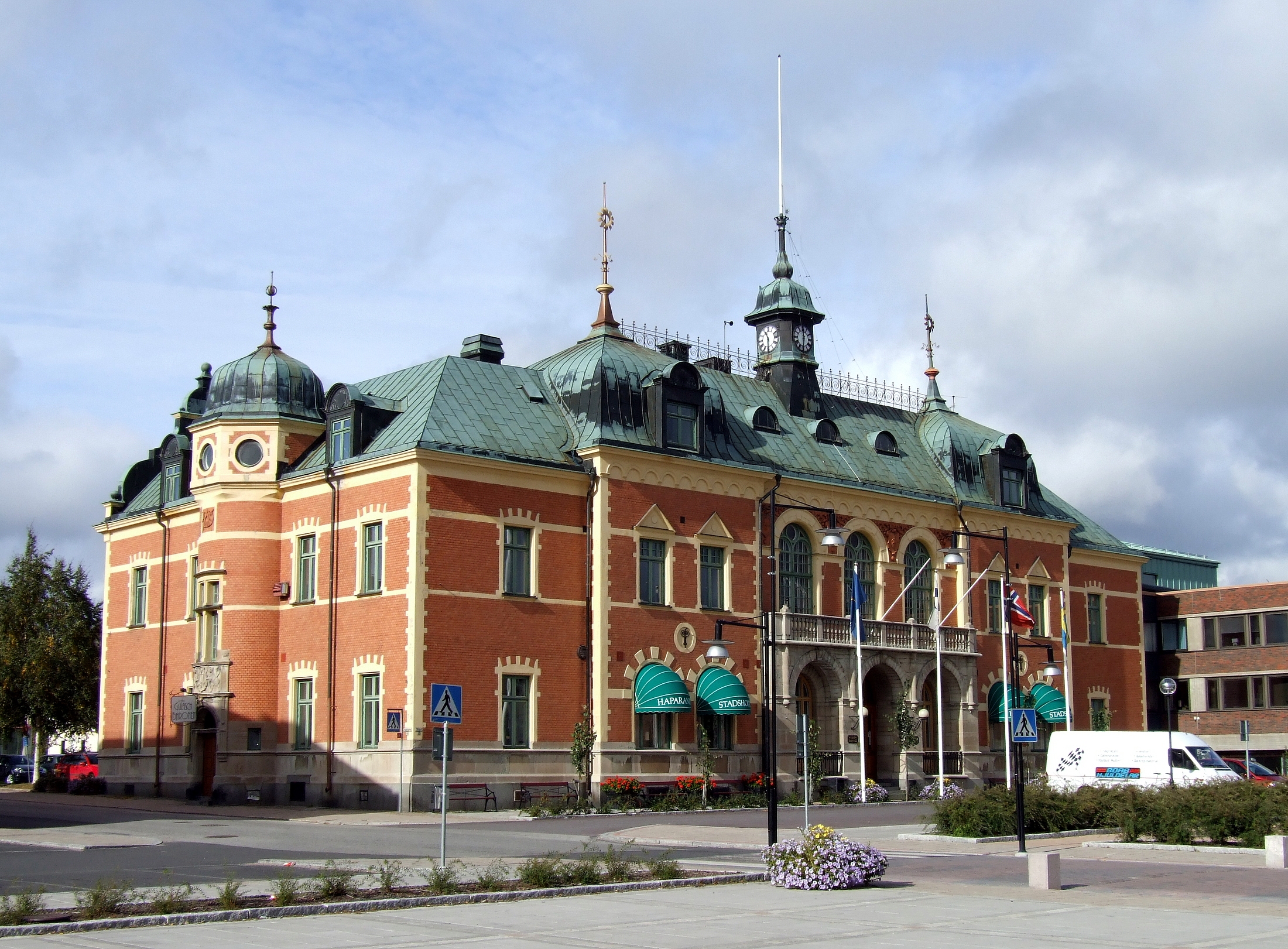
Hotel da Cidade de Haparanda

Haparanda (em finlandês:  Haaparanta) é uma cidade da província histórica de Bótnia Setentrional, no norte da Suécia.
Haparanda fica na margem direita do Rio Torne, e está ligada - histórica e geograficamente - à cidade finlandesa de Tornio, localizada numa ilha mais próxima da Suécia do que da Finlândia.
Haparanda é sede do Município de Haparanda, no Condado de Bótnia Setentrional, e tem uma população de aproximadamente 4.800 habitantes. 
A população total da comuna é de 10.200 habitantes.
Haparanda é uma das poucas cidades da Suécia cujo município usa a designação de cidade - Haparanda stad . Na língua do dia-a-dia, a localidade de Haparanda é referida como sendo uma cidade, por motivos históricos e por ser ser sede de município, apesar de ter uma população inferior a 10 000 habitantes.